# Ghiacciaio Bindschadler
Il ghiacciaio Bindschadler è un ghiacciaio lungo circa 10 km situato nella regione centro-occidentale della Dipendenza di Ross, nell'Antartide orientale. Il ghiacciaio, il cui punto più alto si trova a circa 2100 m s.l.m., si trova nella parte nord-occidentale della dorsale Royal Society, dove fluisce verso nord-est, scorrendo lungo il versante nord-occidentale dello sperone Platform, parallelamente la ghiacciaio Jezek, per poi terminare il proprio corso poco prima di raggiungere il ghiacciaio Emmanuel.

## Storia
Il ghiacciaio Bindschadler è stato mappato dai membri della spedizione Terra Nova, condotta dal 1910 al 1913 e comandata dal capitano Robert Falcon Scott, ma è stato così battezzato solo nel 1992 dal Comitato consultivo dei nomi antartici in onore di Robert A. Bindschadler, un glaciologo del Goddard Space Flight Center, che dal 1983 è stato uno dei principali esperti della calotta polare dell'Antartide occidentale di tutto il Programma Antartico degli Stati Uniti d'America, con un particolare interesse ai flussi di ghiacciaio nell'area della costa di Siple e alla loro interazione con la barriera di Ross.